# Domácí kuchařka (Rettigová)
Domácí kuchařka s podtitulem Pojednání o masitých a postních pokrmech pro dcerky České a Moravské je kuchařka z roku 1826 od české spisovatelky Magdaleny Dobromily Rettigové.

## Edice
Domácí kuchařka byla poprvé vydána roku 1826 nakladatelstvím Jana Hostivíta Pospíšila v Hradci Králové. Nešlo přitom o první českou kuchařskou knihu, na rozdíl od svých předchůdkyň byla ale kuchařka Rettigové určena lidovějším vrstvám, byla psána srozumitelně a jídla v ní uvedená nebyla nepřiměřeně náročná na přípravu a dostupnost surovin. Důležitým kladem byl také fakt, že kuchařka byla psána českým jazykem. Ve výsledku se stala natolik populární, že od té doby vyšla v několika desítkách edicí.

## Obsah
Rettigová ve své kuchařce položila základ členění receptů pro budoucí publikace tohoto žánru. Recepty byly tematicky řazeny do kapitol od polévek přes hlavní jídla až k salátům a moučníkům. V původním vydání bylo uvedeno přes 700 receptů.

Kromě receptů samotných obsahovala kniha i instrukce, jak sestavit jídla pro běžné stolování či slavnostní tabuli a také obecnější doporučení, jak se starat o kuchyni a jak zacházet se surovinami.

### Forma
V textu jsou používány tradiční a dobové české váhové a objemové jednotky, jako například lot, kvintlík, libra, mandel, máz, pinta či žejdlík. Recepty byly psány spisovnou češtinou (Rettigová byla mimo jiné také zapálenou vlastenkou).

### Pokrmy
Jak uvádí podtitul publikace, kuchařka obsahovala recepty na jídla „masitá“ i „postní“. Mezi masitými pokrmy mělo zvláštní místo maso hovězí, ostatní masa (včetně zvěřiny) byla řazena zvlášť do společné kapitoly. Mezi postními jídly figurovaly například pokrmy z ryb. Objevil se zde mimo jiné také recept na svíčkovou, ačkoli se liší od její podoby z 21. století. Jídlům dle Rettigové bývá z moderního pohledu vyčítána nezdravost a „těžkost“, autorka se nicméně snažila sestavovat jídelníček tak, aby byl pestrý. V receptech se objevovalo ovoce i zelenina, byť zpravidla v tepelně upraveném stavu (například smažené švestky či sladký salát z žemlí a ovoce). Objevily se přitom i poměrně zajímavé ingredience jako ananas, chřest nebo artyčoky. Nebyly uvedeny žádné recepty zahrnující syrovou zeleninu (přípravu hlávkového či okurkového salátu považovala autorka za samozřejmost, jež není třeba zmiňovat).

## Kritika
Myšlenky a postupy prezentované Rettigovou se v průběhu historie staly kromě uznání také cílem kritiky. Například literární vědec Arne Novák považoval autorčino zaujetí gastronomií za příliš nízké z hlediska vzletných cílů národního obrození. Z pohledu modernějších kritiků může zase vadit obecné vyznění díla Rettigové, z něhož vyplývá, že ideálem směřování ženy je dokonale udržovaná domácnost a péče o muže jako hlavu rodiny.